# ロナルド・ベルナルド
ロナルド・ベルナルド（Ronald Bernard Fernandez）は、オランダの元銀行員、元起業家、オランダ金融会社「de blije b」創業者。47年間、秘密結社イルミナティのメンバーとして活動し、イルミナティの悪魔崇拝や子供を生贄を捧げる儀式を世間に暴露した人物として知られる。

## 経歴
イルミナティや悪魔崇拝の内情を暴露した人物として知られる。
19歳時にクライントの紹介で悪魔崇拝者の秘密結社と終身契約を結んだが、それはイルミナティだったという。その後、イルミナティの力もあって金融業界で活動したが、悪魔崇拝の教会では映画『アイズ・ワイド・シャット』の1シーンのような異教的で官能的なミサが開催されていたという。
ベルナルドは子供を生贄を捧げる儀式に立ち会った事があるといい、悪魔崇拝者達はイルミナティ結成以前からその儀式を何千年も続けているという。
ベルナルドは神学を学んだ経験があり、イスラエル人がこういった生贄の儀式をしている聖書の記述を紹介した。またベルナルドによると、イスラエルの最初の10部族がバビロンで捕囚されたのも、子供を生贄に捧げる儀式が原因であるという。またイルミナティはユダヤ金融によるシオニズムが大きく関連しているという。
ベルナルドは子供を生贄にする儀式を拒否し、組織を脱退しようとしたために過酷な拷問を受けたが、その後に組織を脱退した。
またベルナルドによると、イルミナティの活動の拠点となっている地下施設の存在であるといい、一番大きな地下施設はブラジル・サンパウロにあり、5000人が10年間生活できる設備と物資を備えているという。作られた目的は核戦争や大規模自然災害などを想定しての事であり、アメリカ・コロラド州デンバーの大規模地下施設では最も多くの計画が練られているという。
ベルナルドはイルミナティの重要メンバーが記述された「三百人委員会」も公開した。
2017年、イルミナティの内情暴露直後にフロリダの自宅近くで遺体で発見され、死因は不審死とされているが、暗殺説も存在する。